# استاروعثمانوو
استاروعثمانوو (انگلیسی: Starousmanovo) یک شهرک در شهرستان بلاگووارسکی باشقیرستان کشور روسیه است.